# Danh sách tinh vân hành tinh
Đây là danh sách các tinh vân hành tinh đã được biết.

## Bắc Bán Cầu
| Hình ảnh | Tên                 | Messier Catalogue | NGC              | Tên khác | Ngày khám phá   | Khoảng cách (kly) | Cấp sao biểu kiến | Chòm sao   |
| -------- | ------------------- | ----------------- | ---------------- | -------- | --------------- | ----------------- | ----------------- | ---------- |
|          |                     |                   | NGC 6751         |          |                 | 6.5               | 15.8              | Thiên Ưng  |
|          |                     |                   | NGC 6210         |          |                 | 4.7               | 9.3               | Vũ Tiên    |
|          |                     |                   | NGC 40           |          | 1788            | 3.5               | 11.4              | Tiên Vương |
|          | Bóng Ma Mộc Tinh    |                   | NGC 3242         |          | 1785            | 1.4               | 8.6               | Trường Xà  |
|          |                     |                   | NGC 6826         |          |                 | 2.0               | 8.8               | Thiên Nga  |
|          | Tinh vân Quả Tạ     | M27               | NGC 6853         |          | 1764            | 1.36 +0.16 −0.21  | 7.5               | Hồ Ly      |
|          | Tinh vân Chiếc Nhẫn | M57               | NGC 6720         |          | 1779            | 2.3 +1.5 −0.7     | 9                 | Thiên Cầm  |
|          | Tinh vân Eskimo     |                   | NGC 2392         |          | 1787            | 2.9 (approx.)     | 10.1              | Song Tử    |
|          | Tinh vân Mắt Mèo    |                   | NGC 6543         |          | 1786            | 3.3 ± 0.9         | 9.8B              | Thiên Long |
|          | Tinh vân Tiểu Quỷ   |                   | NGC 6369         |          | 1800 (prior to) |                   | 9.9               | Xà Phu     |
|          | Tinh vân Xà Yêu     |                   |                  |          | 1955            | 1.0 (approx.)     | 15.99             | Song Tử    |
|          |                     |                   | NGC 7027         |          | 1878            | 3.0 (approx.)     | 10                | Thiên Nga  |
|          | Tinh vân Xoắn Ốc    |                   | NGC 7293         |          | 1824            | 0.68 +0.15 −0.08  | 13.5              | Bảo Bình   |
|          | Tinh vân Quả Tạ Nhỏ | M76               | NGC 650, NGC 651 |          | 1780            | 3.4 (approx.)     | 10.1              | Anh Tiên   |
|          | Tinh vân Cú Mèo     | M97               | NGC 3587         |          | 1781            | 2.6 (approx.)     | 9.9               | Đại Hùng   |
|          | Tinh vân Hồ Điệp    |                   |                  | M2-9     | 1947            | 2.1               | 14.7              | Xà Phu     |
|          | Footprint Nebula    |                   |                  | M1-92    | 1946            | 15.0 (maximum)    | 11.7              | Thiên Nga  |
|          |                     |                   | NGC 2346         |          | 1802            | 3.9 (approx.)     | 11.9              | Kỳ Lân     |
|          |                     |                   |                  |          | 1955            | 6.8 (approx.)     | 13.7              | Vũ Tiên    |
|          | Jones-Emberson 1    |                   |                  |          | 1939            | 1.6 (approx.)     | 14.0              | Thiên Miêu |
|          | Tinh vân Lát Chanh  |                   |                  |          | 1918            | 4.5 (approx.)     | 12                | Lộc Báo    |
|          | Soap bubble nebula  |                   |                  |          | 2008            | 4 (approx.)       |                   | Thiên Nga  |

## Nam Bán Cầu
| Hình ảnh | Tên                        | Messier Catalogue | NGC      | Tên khác              | Ngày khám phá   | Khoảng cách (kly) | Cấp sao biểu kiến | Chòm sao    |
| -------- | -------------------------- | ----------------- | -------- | --------------------- | --------------- | ----------------- | ----------------- | ----------- |
|          |                            |                   |          | Hen 2-47              |                 | 6.6               |                   | Thuyền Để   |
|          | Tinh vân Nhện Đỏ           |                   | NGC 6537 |                       | 1888 (prior to) | 3.9 (approx.)     | 11.9              | Nhân Mã     |
|          |                            |                   | NGC 6565 |                       |                 |                   |                   | Nhân Mã     |
|          | Tinh vân Cánh Bướm         |                   | NGC 6302 |                       | 1888 (prior to) | 3.4 ± 0.5         | 7.1B              | Thiên Yết   |
|          | Tinh vân Thổ Tinh          |                   | NGC 7009 |                       | 1782            | 3.0 (approx.)     | 12.8              | Bảo Bình    |
|          | Eight-burst Nebula         |                   | NGC 3132 |                       | 1888 (prior to) | 2.6 (approx.)     | 9.87              | Thuyền Phàm |
|          |                            |                   | NGC 2438 |                       | 1786            | 2.9 (approx.)     | 11.5              | Thuyền Vĩ   |
|          | Retina Nebula              |                   |          | IC 4406               | 1888-1907       | 2.0 (approx.)     |                   | Sài Lang    |
|          |                            |                   | NGC 2440 |                       | 1790            | 3.6 (approx.)     | 9.3               | Thuyền Vĩ   |
|          | Spirograph Nebula          |                   |          | IC 418                | 1888-1894       | 1.3 (approx.)     | 9.6               | Thiên Thố   |
|          | Tinh vân Cá Đuối           |                   |          | Hen 3-1357            | 1989            | 18 (approx.)      | 10.75             | Thiên Đàn   |
|          | Spiral Planetary Nebula    |                   | NGC 5189 |                       | 1835            | 2.6 (approx.)     | 9.5               | Thương Dăng |
|          |                            |                   |          | Mz 1                  | 1922            | 3.4 ± 0.5         | 12.0              | Củ Xích     |
|          | Tinh vân Kiến              |                   |          | Mz 3                  | 1922            | 8.0 (approx.)     | 13.8              | Củ Xích     |
|          | Shapley 1                  |                   |          | PLN 329+2.1           | 1936            | ~1                | 12.6              | Củ Xích     |
|          | tinh vân Đồng hồ cát       |                   |          | MyCn18                | 1996            | 8.0 (approx.)     | 13.0              | Thương Dăng |
|          |                            |                   | NGC 3918 |                       | 1834            | 4.9               | 8.5               |             |
|          | Fleming 1                  |                   |          | G290.5+07.9 ESO 170-6 | 1888?           | 7.9               | 13.1              | Bán Nhân Mã |
|          | Tinh vân Cú Mèo Phương Nam |                   |          | PN K 1-22 ESO 378-1   | 1971            | 4.3               | 17.4              | Trường Xà   |